# ヘイヴン 堕ちた楽園
『ヘイヴン 堕ちた楽園』（Haven）は、2004年のアメリカ映画。2004年にトロント国際映画祭に出品され、その後アメリカ合衆国では2006年にソフト発売された。

## ストーリー
住民の税金が免除される地域「タックス・ヘイヴン」の一つである、カリブ海ケイマン諸島。そこに脱税容疑をかけられ、FBIの手から逃れてきたビジネスマンのカールがやってくる。だが、カールに無理やり連れてこられた娘のピッパは、島の生活に馴染めず、いつしか父親に反発するようになってしまう。
一方、島で観光客相手に商売をしているシャイは、貧しい身の上でありながら、裕福な家庭の娘アンドレアと付き合っていた。だが、それを快く思わないアンドレアの兄ハンマーによって、シャイはレイプ犯という濡れ衣を着せられ、しかも顔に硫酸を浴びせられてしまう。これにより、シャイの顔には一生消えない火傷が残り、アンドレアは罪の意識からセックスとドラッグに溺れるようになってしまう。
復讐に燃えるシャイは、銃を片手にハンマーが待つパーティ会場へと向かう。だが、パーティには父に反発して家を出ていたピッパも出席していた。そして悲劇は起こってしまう。

## キャスト
| 役名             | 俳優                     | 日本語吹替 |
| ---------------- | ------------------------ | ---------- |
| シャイ           | オーランド・ブルーム     | 平川大輔   |
| アンドレア       | ゾーイ・サルダナ         | 東條加那子 |
| フリッツ         | ヴィクター・ラサック     | 阪口周平   |
| カール・リドリー | ビル・パクストン         | 星野充昭   |
| アレン氏         | スティーヴン・ディレイン | 横島亘     |
| リッチー・リッチ | ラズ・アドティ           | 山野井仁   |
| ピッパ・リドリー | アグネス・ブルックナー   | 北西純子   |
| シェイラ         | ジョイ・ブライアント     |            |
| ルテナン         | ボビー・カナヴェイル     |            |
| パトリック       | リー・イングルビー       |            |
| ハンマー         | アンソニー・マッキー     | 板倉光隆   |